# والتر ليمان
والتر ليمان (بالألمانية: Walter Lehmann)‏ هو عالم آثار ألماني، ولد في 16 سبتمبر 1878 في برلين في ألمانيا، وتوفي بنفس المكان في 7 فبراير 1939.